# Sobrado Major Selemérico
O Sobrado Major Selemérico é uma construção histórica do século XIX, tombada pela Fundação Cultural do Piauí (FUNDAC) em 2006. Está localizado na Praça 24 de Janeiro na cidade de Oeiras, no estado do Piauí. 

## Histórico
Foi construído em 1845 pelo governador da província do Piauí, Zacarias de Góis e Vasconcelos, para ser a sede do governo que durou de De 23 de julho de 1845 a 7 de setembro de 1847.
Posteriormente, a sede do governo foi transferida pelo governador Conselheiro Saraiva para às margens do rio Poti, na atual capital Teresina no dia 16 de agosto de 1852.
Após a mudança da capital, o local se tornou propriedade da família Selemérico e depois foi adquirida pelo estado do Piauí. Foi tombado pelo FUNDAC e restaurado pela Secretaria Estadual de Cultura (Secult)  em    parceria   com o Instituto do  Patrimônio    Histórico  e   Artístico Nacional (IPHAN).
Desde 1983, sedia o Instituto Histórico e Geográfico de Oeiras e o Centro Cultural da cidade.
O local também abriga a Escola de Bandolins Dona Petinha, salas de ensino da cultura africana como a capoeira e o congo, memorial em homenagem a Possidônio Queiroz(músico de Oeiras que compôs grandes valsas ) e memorial em homenagem à Esperança Garcia (uma escrava que escreveu uma carta ao governador da província em 1770, denunciando os maus tratos) .

## Restauração

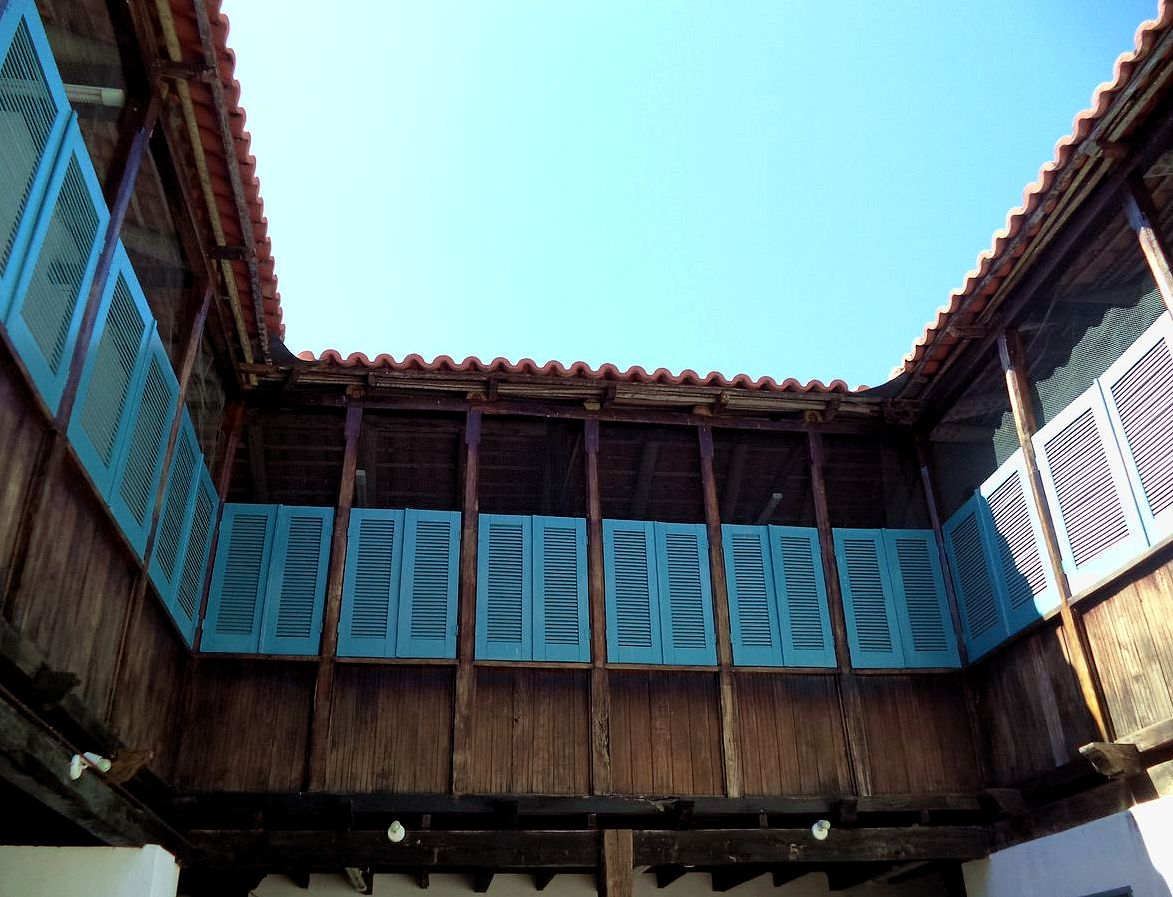
Sobrado Major Selemérico - Recuperação

Em 2016 foi finalizada as obras de  restauração que envolveram:
- a recuperação das paredes,  já comprometidas com infiltração;
- as pinturas em todo o imóvel que com o tempo foi se perdendo, desgastando;
- telhado e calhas, que estava com sua estrutura impactada e em risco, parte já tinha caído, devido ao estrago nas madeiras.[6][7]
- os móveis de época e que foram utilizados pelo Visconde da Parnaíba também foram recuperados e foram expostos na galeria dos governadores, espaço criado dentro do sobrado.

A edificação também conservava documentos e peças da época do Império e do início da República.
O investimento nas obras de restauração foi em torno de seiscentos e cinquenta e cinco mil reais.